# Honda CR-X

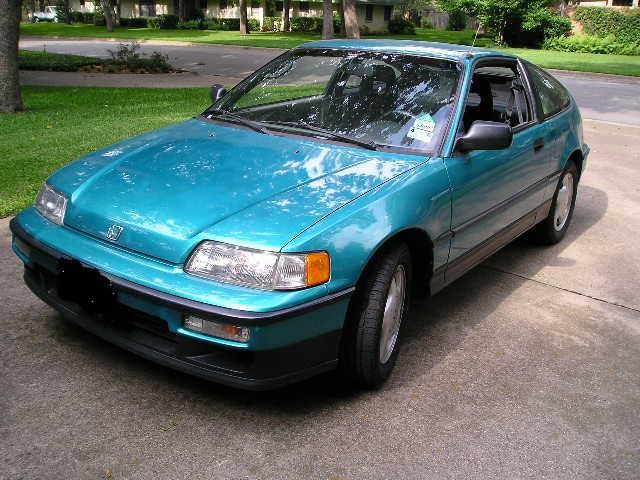
Honda CR-X Si (1991)

Honda CR-X je osobní automobil – sportovní kupé s pohonem předních kol, vyráběné automobilkou Honda ve třech generacích. CR-X je postaven na bázi modelu Honda Civic.
Poslední z generací má označení CR-X del Sol.

## Přehled modelů
| Rok výroby | Model       | Objem             | Typ | kW (PS)   | V prodeji |
| ---------- | ----------- | ----------------- | --- | --------- | --------- |
| 1983–1985  | 1.5i        | 1,5 l (1 488 cm3) | AF  | 74 (100)  | Evropa    |
| 1986–1987  | 1.6i 16V    | 1,6 l (1 590cm3)  | AS  | 92 (125)  | Evropa    |
| 1987–1992  | 1.6 16V     | 1,6 l (1 590cm3)  | ED9 | 91 (124)  | Evropa    |
| 1987–1992  | 1.6 16V     | 1,6 l (1 590cm3)  | ED9 | 96 (130)  | Evropa    |
| 1990–1992  | 1.6i-VTEC   | 1,6 l (1 595cm3)  | EE8 | 110 (150) | Evropa    |
| 1992–1998  | 1.6ESi      | 1,6 l (1 590cm3)  | EH6 | 92 (125)  | Evropa    |
| 1992–1998  | 1.6VTi-VTEC | 1,6 l (1 595cm3)  | EG2 | 118 (160) | Evropa    |